# Dilettante
『Dilettante』（ディレッタント）は、宝野アリカと片倉三起也による日本の音楽ユニット・ALI PROJECTの8枚目（インディーズから通算）のオリジナルアルバム。2005年6月22日に徳間ジャパンコミュニケーションズから発売された。

## 概要
ジャケットや歌詞カードの中身は中華風の衣装に身を包んだ宝野の写真が見られる。"Dilettante" とは日本語で「好事家」（こうずか）という意味の単語で、本アルバムにもその単語をタイトルに含んだ楽曲があり、帯にも「好事家達、堪能せよ」とある。また、CDを外した時に見えるジャケットの裏側にも花文字で好事家と書かれている。
ちなみに、ALI PROJECTのファンらはしばしば「好事家」と自称・他称される。

## 収録曲
（全作詞：宝野アリカ、作曲・編曲：片倉三起也）
1. 愛と誠 [4:37]
  - ファンの中では人気の高い曲の一つであり、全国ツアーでは多くしてこの曲を歌っている。後にリリースされた『勇侠青春謳』はこの楽曲の系譜であり、宝野曰く、この2曲と『Psychedelic Insanity』に収録されている「青嵐血風録」を合わせた3曲が「大和ソング」である。
  - また、2010年8月にはPVが作成され、オリジナルアルバム『汎新日本主義』の初回限定版に付属したDVDに収録されている。
  - 本楽曲は、コナミデジタルエンタテインメントより発売されている音楽ゲーム『pop'n music』のシリーズ14作目「pop'n music 14 FEVER!」に収録されている。ゲーム用に再録されているため、オケの質感が原曲と若干異なる。
  - イントロ、間奏にはレオシュ・ヤナーチェク作曲の『ズデンカ変奏曲』が、Aメロにはピョートル・チャイコフスキー作曲の『中級程度の12の小品』から「悲しい歌」が引用されている。
2. 人生美味礼讃 [4:52]
  - 弱肉強食や食そのもの、食べるという行為を思わせる楽曲であり、ガストロノミーという一節が見られる他、カニバリズムを匂わす表現もみられる。2020年にはこの曲のタイトルを冠したアルバム『人生美味礼讃』が制作された。
  - イントロのハンドクラップにはスティーヴ・ライヒ作曲の『手拍子の音楽』が、Aメロと間奏にはイーゴリ・ストラヴィンスキー作曲の『弦楽四重奏のための3つの小品』から第1番と第2番が引用されている。
  - オーケストラアレンジでは上記引用に加え、間奏にリヒャルト・ワーグナー作曲の楽劇『ニュルンベルクのマイスタージンガー』と、バルトーク・ベーラ作曲の『管弦楽のための協奏曲』から第4楽章が引用されている。
3. 肉体の悪魔 [4:27]
  - レイモン・ラディゲによる同名小説がある。歌詞は些か官能的で、緩やかなメロディーが特徴的である。
4. 緋紅的牡丹 [4:41]
  - 歌詞には中国語が含まれている。タイトルはヒボタンを意味する。
  - 音源は2002年放送のアニメ『奇鋼仙女ロウラン』の楽曲『蜻蛉』を流用している。
5. ディレッタントの秘かな愉しみ [5:02]
  - 濃い内容のバラードが特徴の曲。
6. 昭和恋々幻燈館 [5:15]
  - 昭和の雰囲気を思わせるノスタルジックな一曲で、歌詞の中にも「ノスタルジック」という一節もある。
  - タイトルは久世光彦の『昭和幻燈館』が元となっている。
7. 密猟区 [4:31]
  - 「天使」「エデン」「毒の林檎」といった言葉を用いて、ある種宗教的な雰囲気を醸し出している。
  - サビの最後にヨハネス・ブラームス作曲の『ハンガリー舞曲第4番』が、Bメロとアウトロにアンリ・デュティユー作曲の『引用』から「アルデブルク85」が、サビ直後に同作曲家の弦楽四重奏『Ainsi la Nuit: III. Litanies』冒頭部が引用されている。
8. 北京LOVERS [4:12]
  - サビの部分は比較的激しく、それ以外の部分は比較的穏やかなのが特徴的。
  - イントロにミハイル・グリンカ作曲の『コントルダンス「修道女」第3番』が、間奏にはジャック・イベール作曲の組曲『物語』から「黄金色の亀を曳く女」が引用されている。
9. 鎮魂頌 [5:27]
  - いわゆる戦後、終戦60年に対する鎮魂の歌。また曲自体は別物だが折口信夫が作詞した同名の曲がある。宝野は自身のサイトでこの曲を8月15日に捧げるとしている。なお、「勇侠青春謳」のC/Wとは別バージョンとなっている。
  - アレッサンドロ・スカルラッティ作曲のアリア『私は悩みに満ちて Son tutta duolo』が、サビにエンリケ・グラナドス作曲の『詩的なワルツ集』から第3番の旋律が引用されている。
10. 柔らかな肌 [4:25] （Instrumental）

## 参加ミュージシャン
- All Lyrics Written by Arika Takarano
- All Music Composed and Arranged by Mikiya Katakura
- Arranged by Akira Saito(斉藤聡)[M6,9,11]
- Strings Arranged by Tsuyoshi Watanabe[M5]
- Chinese Lyrics Translated by Clen Tao[M4]
- Piano：Masako Hosoda(細田真子)[M9,10]
- Violin 1st：Tsuyoshi Watanabe[M5,6,9,10]
- Violin 2nd：Yu Sugino[M5,6,9,10]
- Viola：Kazuo Watanabe(渡辺一雄)[M5,6,9,10]
- Cello：Masato Ohsawa(大澤真人)[M5,6,9,10]
- Alto background vocals：Takahiro Nagai[M2,8]
- Tenor background vocals：Nobuyuki Katoh(加藤信行)[M2,8]
- Baritone background vocals：Eikoh Tanahashi[M2,8]

## クレジット
| Performed by ALI PROJECT         | Performed by ALI PROJECT                                                                                |
| -------------------------------- | --- |
| Recording & Mixing Engineered by | Jiro Takita                                                                                             |
| Recorded at                      | Studio Greenbird                                                                                        |
| Recorded at                      | Flamingo Sound                                                                                          |
| Recorded at                      | Wonder Station                                                                                          |
| Recorded at                      | Zazou Music Shed                                                                                        |
| Art Direction                    | Arika Takarano                                                                                          |
| Photography                      | Vincent Huang（Vince Inc.）                                                                             |
| Long-Feng Character Drawing      | Li Suzhen                                                                                               |
| Design                           | Nobuya Okamura（SPSスタジオ）                                                                           |
| Makeup, Hair & Styling           | Allica & Keiko Shibuya(渋谷ケイコ)（少女貴族）                                                          |
| A&R                              | Yoshimitsu Aoki（Tokuma Japan Communications）                                                          |
| Artist Management                | Boris Vian Inc.                                                                                         |
| Special Thanks to                | Makoto Sugimoto(杉本真)（Backstage Project） / Mariko Kondo(近藤真理子)（King Records）                 |
| Special Thanks to                | Maki Enomoto / Toshiyuki Abe / Yokohama Daisekai Corp. / Yusuke Aoki（Yokohama Daisekai） / AliPo Mania |